# Fernando de Valenzuela
Fernando de Valenzuela, 1º Marquês de Villasierra, Grande da Espanha, (nome completo em espanhol: Don Fernando de Valenzuela y Enciso, Núñez y Dávila; Nápoles, 8 de janeiro de 1636 - 7 de fevereiro de 1692), que serviu como conselheiro de confiança e valido para Maria Ana da Áustria, Rainha Regente da Espanha.
Valenzuela veio das fileiras inferiores da nobreza espanhola e sua nomeação foi ressentida pela nobreza superior que normalmente dominava as nomeações governamentais. Em 1677, foi afastado do cargo e preso nas Filipinas; libertado em 1688, estabeleceu-se na Cidade do México, onde morreu em 1692.